# Dan Williamson
Daniel Hunter Williamson, noto anche come Dan Williamson (Auckland, 30 marzo 2000), è un canottiere neozelandese, campione olimpico nell'otto a Tokyo 2020.

## Biografia
Ha rappresentato la Nuova Zelanda ai Giochi olimpici estivi di Tokyo 2020, dove ha vinto la medaglia d'oro nell'otto con i connazionali Hamish Bond, Tom Murray, Michael Brake, Thomas MacKintosh, Phillip Wilson, Shaun Kirkham, Matt MacDonald e Sam Bosworth.

## Palmarès
- Giochi olimpici estivi

Tokyo 2020: oro nell'otto;